# Босилково (Смолянская область)
Босилково (болг. Босилково) — село в Болгарии. Находится в Смолянской области, входит в общину Баните. Население составляет 55 человек.

## Политическая ситуация
Кмет (мэр) общины Баните — Райчо Стоянов Данаилов (инициативный комитет) по результатам выборов.